# El Parnasillo
«El Parnasillo» fue una tertulia romántica celebrada en el Café del Príncipe en la calle del mismo nombre. Dicho establecimiento, ya desaparecido, estaba situado en el madrileño barrio de las Letras, junto al Teatro Español, antiguo corral del Príncipe.
Café y tertulia fueron lugar de encuentro a partir de 1829 de escritores pertenecientes al Romanticismo:
- Entre los cabecillas: José de Espronceda, Ventura de la Vega, Patricio de la Escosura, Mariano José de Larra, Ramón Mesonero Romanos, Ramón de Valladares y Saavedra, Antonio Ferrer del Río, Gregorio Romero de Larrañaga.
- Entre los dramaturgos: Juan Eugenio Hartzenbusch, Antonio García Gutiérrez, José Zorrilla y los poetas Enrique Gil y Carrasco y Joaquín José Cervino.

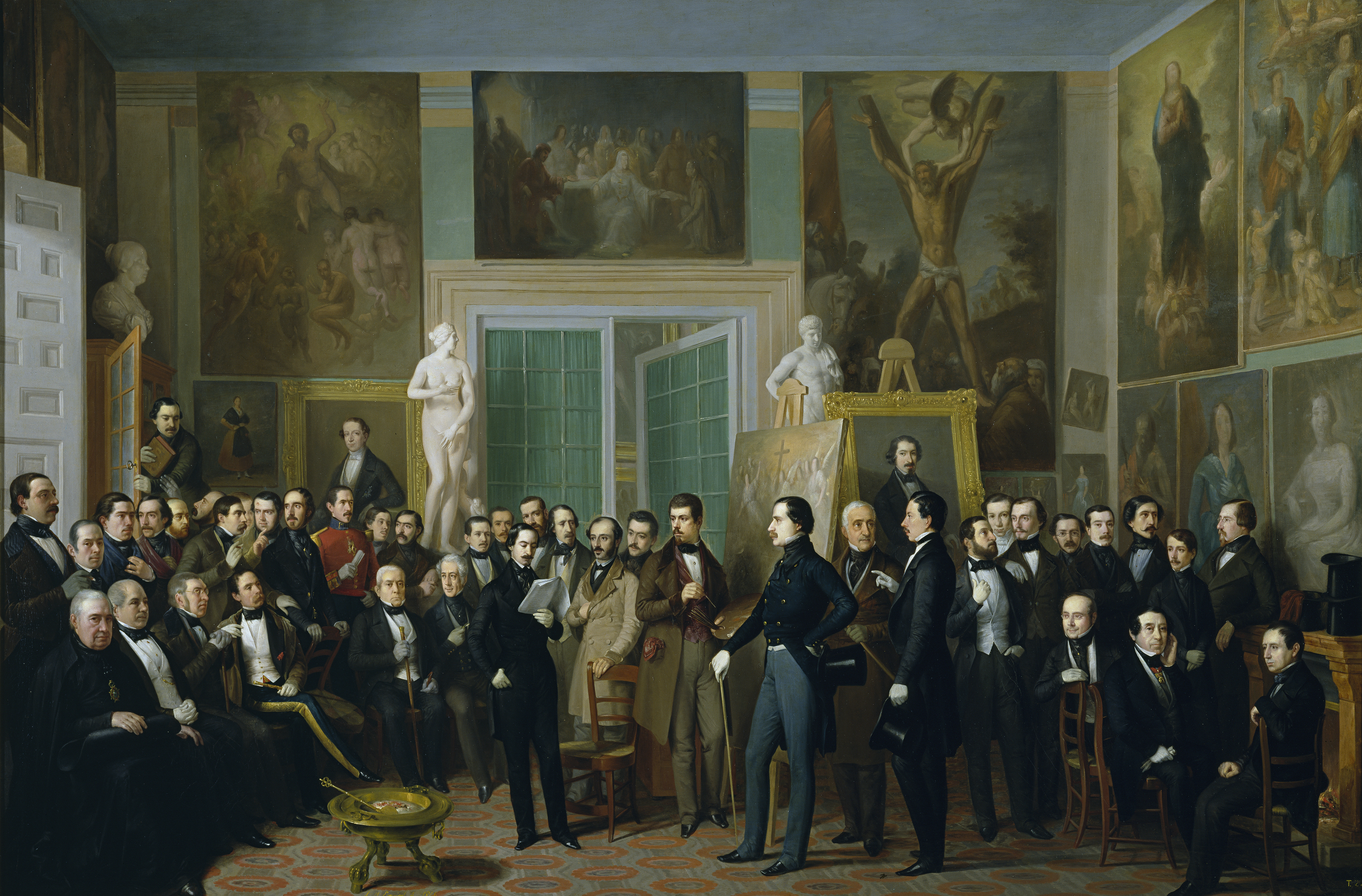
Algunos de los componentes habituales de la tertulia del Parnasillo aparecen en este cuadro de Antonio María Esquivel, reunidos en su estudio en 1846.

- Entre los oradores: Fermín Caballero, Salustiano de Olózaga, Luis González Bravo, Juan Bravo Murillo, Juan Donoso Cortés.
- Entre los pintores: los Madrazo, los Ribera (padre e hijo), Antonio María Esquivel (que pintó un famoso cuadro con los principales artistas y escritores de la estética romántica), Jenaro Pérez Villaamil.
- Entre los grabadores: Deleguer, Castillo, Calixto Ortega y el Marqués de Molins.

También acudían a ella empresarios teatrales como Juan Grimaldi y numerosos actores y jóvenes literatos intentando vender sus creaciones. Larra lo describió como un lugar «reducido, puerco y opaco». Mesonero Romanos, por su parte, lo describió así: 

De todos los cafés existentes en Madrid por los años 1830 y 31, el más destartalado, sombrío y solitario era, sin duda alguna, el situado en la planta baja de la casita contigua al teatro del Príncipe. Pues bien, a pesar de todas estas condiciones negativas, y tal vez a causa de ellas mismas, este miserable tugurio, sombrío y desierto, llamó la atención y obtuvo la preferencia de los jóvenes poetas, literatos, artistas y aficionados.
Memorias de un setentón, Madrid, 1881, vol. V, página 172.

## Tertulias románticas
Casi todos los románticos de Europa tenían sus lugares de reunión. En París era «El Arsenal», del que, si hemos de creer a Alphonse de Lamartine, «era la gloria Hugo y el encanto Charles Nodier». En esta tertulia se reunieron, además de Musset, Alfred de Vigny, Louis Boulanger, Émile Deschamps y Charles Augustin Sainte-Beuve.
También los rusos tuvieron su cenáculo: la «Sociedad del Arzamas».